# Llista de resolucions del Consell de Seguretat de les Nacions Unides 301 a la 400
Aquesta és una llista entre les resolucions 301 a 400 del Consell de Seguretat de les Nacions Unides aprovades entre el 20 d'octubre de 1971 i el 7 de desembre de 1976.
| Resolució     | Data                   | Votació                                                                                | Assumpte                                                                               |
| ------------- | ---------------------- | -------------------------------------------------------------------------------------- | -------------------------------------------------------------------------------------- |
| Resolució 301 | 20 d'octubre de 1971   | 13-0-2 (abstencions: França, Regne Unit)                                               | Condemna dels bantustans a Àfrica del Sud-oest (Namíbia)                               |
| Resolució 302 | 24 de novembre de 1971 | 14-0-1 (abstenció: Estats Units)                                                       | Missió especial i l'Imperi Portuguès                                                   |
| Resolució 303 | 6 de desembre de 1971  | 11-0-4 (abstencions: França, Polònia, URSS, Regne Unit)                                | Situació entre Índia-Pakistan a l'Assemblea General                                    |
| Resolució 304 | 8 de desembre de 1971  | 15-0-0                                                                                 | Admissió dels Emirats Àrabs Units                                                      |
| Resolució 305 | 13 de desembre de 1971 | 15-0-0                                                                                 | Estenent el mandat de la Força de les Nacions Unides pel Manteniment de la Pau a Xipre |
| Resolució 306 | 21 de desembre de 1971 | 15-0-0                                                                                 | Nomenament del Secretari General Kurt Waldheim                                         |
| Resolució 307 | 21 de desembre de 1971 | 13-0-2 (abstenció: Polònia, URSS)                                                      | Cridant per l'alto-el-foc a Jammu i Caixmir                                            |
| Resolució 308 | 19 de gener de 1972    | 15-0-0                                                                                 | Trobades del Consell de Seguretat a Addis Ababa                                        |
| Resolució 309 | 4 de febrer de 1972    | 14-0-0 (Xina no participa a la votació)                                                | Secretari General i contactes amb Sud-àfrica sobre Namíbia                             |
| Resolució 310 | 4 de febrer de 1972    | 13-0-2 (abstencions: França, Regne Unit)                                               | Condemna a Sud-àfrica per la repressió Namíbia                                         |
| Resolució 311 | 4 de febrer de 1972    | 14-0-1 (abstenció: França)                                                             | Condemna de l'apartheid a Sud-àfrica; embargament d'armes                              |
| Resolució 312 | 4 de febrer de 1972    | 9-0-6 (abstencions: Argentina, Bèlgica, França, Itàlia, Regne Unit, Estats Units)      | Crida a Portugal perquè acabi amb la colonització                                      |
| Resolució 313 | 28 de febrer de 1972   | 15-0-0                                                                                 | Crida a Israel a acabar l'acció al Líban                                               |
| Resolució 314 | 28 de febrer de 1972   | 13-0-2 (abstencions: Regne Unit, Estats Units)                                         | Sancions contra la República de Rhodèsia                                               |
| Resolució 315 | 15 de juny de 1972     | 14-0-1 (abstenció: Xina)                                                               | Estenent Operacions de manteniment de pau a Xipre                                      |
| Resolució 316 | 26 de juny de 1972     | 13-0-2 (abstencions: Panamà, Estats Units)                                             | Condemna Israel per llurs accions al Líban                                             |
| Resolució 317 | 21 de juliol de 1972   | 14-0-1 (abstenció: Estats Units)                                                       | Segrest de forces libaneses i sirianes per Israel                                      |
| Resolució 318 | 28 de juliol de 1972   | 14-0-1 (abstenció: Estats Units)                                                       | Estats que violen sancions contra Rhodèsia del Sud                                     |
| Resolució 319 | 1 d'agost de 1972      | 14-0-0 (Xina no participa en la votació)                                               | Secretari General i Namíbia                                                            |
| Resolució 320 | 29 de setembre de 1972 | 13-0-2 (abstencions: Regne Unit, Estats Units)                                         | Estats que violen sancions contra Rhodèsia del Sud                                     |
| Resolució 321 | 23 d'octubre de 1972   | 12-0-3 (abstencions: Bèlgica, Regne Unit, Estats Units)                                | Accions frontereres a Senegal per Portugal                                             |
| Resolució 322 | 22 de novembre de 1972 | 15-0-0                                                                                 | Reconeixement de moviments revolucionaris per l'Organització per a la Unitat Africana  |
| Resolució 323 | 6 de desembre de 1972  | 13-0-1 (abstenció: URSS; Xina no participa en la votació)                              | Consulta de l'ONu amb el poble namibi                                                  |
| Resolució 324 | 12 de desembre de 1972 | 14-0-1 (abstenció: Xina)                                                               | Estenent esforç de pacificació a Xipre                                                 |
| Resolució 325 | 26 de gener de 1973    | 15-0-0                                                                                 | Trobada del Consell de Seguretat a la ciutat de Panamà                                 |
| Resolució 326 | 2 de febrer de 1973    | 13-0-2 (abstencions: Regne Unit, Estats Units)                                         | Provocacions de Rhodèsia del Sud i Sud-àfrica a Zàmbia                                 |
| Resolució 327 | 2 de febrer de 1973    | 14-0-1 (abstenció: URSS)                                                               | Decisió de Zàmbia d'imposar sancions a Rhodèsia                                        |
| Resolució 328 | 10 de març de 1973     | 13-0-2 (abstencions: Regne Unit, Estats Units)                                         | Proposte de conferència amb representants del poble de Zimbabue                        |
| Resolució 329 | 10 de març de 1973     | 15-0-0                                                                                 | Assistència a Zàmbia                                                                   |
| Resolució 330 | 21 de març de 1973     | 12-0-3 (abstencions: França, Regne Unit, Estats Units)                                 | Pau i seguretat a Amèrica Llatina                                                      |
| Resolució 331 | 20 d'abril de 1973     | 15-0-0                                                                                 | Requeriment d'informe al Secretari General sobre la situació a Orient Mitjà            |
| Resolució 332 | 21 d'abril de 1973     | 11-0-4 (abstencions: Xina, Guinea, URSS, Estats Units)                                 | Conflicte Israel-Líban                                                                 |
| Resolució 333 | 22 de maig de 1973     | 12-0-3 (abstencions: França, Regne Unit, Estats Units)                                 | Condemna s Sud-àfrica i Portugal per no observar sancions a Rhodèsia del Sud           |
| Resolució 334 | 16 de juny de 1973     | 14-0-1 (abstenció: Xina)                                                               | Estenent Operacions de manteniment de pau a Xipre                                      |
| Resolució 335 | 22 de juny de 1973     | 15-0-0                                                                                 | Admissió d'Alemanya Oriental i Alemanya Occidental                                     |
| Resolució 336 | 18 de juliol de 1973   | 15-0-0                                                                                 | Admissió de les Bahames                                                                |
| Resolució 337 | 15 d'agost de 1973     | 15-0-0                                                                                 | Sobre la presa d'un avió libanès per Israel                                            |
| Resolució 338 | 22 d'octubre de 1973   | 14-0-1 (abstenció: Xina)                                                               | Guerra del Yom Kippur                                                                  |
| Resolució 339 | 23 d'octubre de 1973   | 14-0-0 (Xina no participa en la votació)                                               | Alto-el-foc entre Egipte i Israel                                                      |
| Resolució 340 | 25 d'octubre de 1973   | 14-0-0 (Xina no participa en la votació)                                               | Força d'Emergència de l'ONU a Orient Mitjà                                             |
| Resolució 341 | 27 d'octubre de 1973   | 14-0-0 (Xina no participa en la votació)                                               | Establint la força d'Emergència de l'ONU                                               |
| Resolució 342 | 11 de desembre de 1973 | 15-0-0                                                                                 | Aplicació a Namíbia de la Resolució 309                                                |
| Resolució 343 | 14 de desembre de 1973 | 14-0-1 (abstenció: Xina)                                                               | Estenent Operacions de manteniment de pau a Xipre                                      |
| Resolució 344 | 15 de desembre de 1973 | 10-0-4 (abstencions: França, URSS, Regne Unit, Estats Units; Xina no hi participa)     | Conferència de Pau d'Orient Mitjà                                                      |
| Resolució 345 | 17 de gener de 1974    | Aprovada sense votació                                                                 | El xinès com a llengua de treball al Consell de Seguretat                              |
| Resolució 346 | 8 d'abril de 1974      | 13-0-0 (Xina i l'Iraq no participen en la votació)                                     | Separació de forces d'Egipte i Israel; suport a la Força de Suport                     |
| Resolució 347 | 24 d'abril de 1974     | 13-0-0 (Xina i l'Iraq no participen en la votació.)                                    | Conflicte Israel-Líban                                                                 |
| Resolució 348 | 28 de maig de 1974     | 14-0-0 (Xina no participa en la votació.)                                              | Relacion s Iran-Iraq                                                                   |
| Resolució 349 | 29 de maig de 1974     | 14-0-1 (abstenció: Xina)                                                               | Estén la missió de pau a Xipre                                                         |
| Resolució 350 | 31 de maig de 1974     | 13-0-0 (Xina i l'Iraq no participen en la votació)                                     | Establiment de la Força de les Nacions Unides d'Observació de la Separació             |
| Resolució 351 | 10 de juny de 1974     | 15-0-0                                                                                 | Admissió de Bangladesh                                                                 |
| Resolució 352 | 21 de juny de 1974     | 15-0-0                                                                                 | Admissió de Grenada                                                                    |
| Resolució 353 | 20 de juliol de 1974   | 15-0-0                                                                                 | Invasió turca de Xipre                                                                 |
| Resolució 354 | 23 de juliol de 1974   | 15-0-0                                                                                 | Crida a l'alto-el-foc a Xipre                                                          |
| Resolució 355 | 1 d'agost de 1974      | 13-0-2 (abstencions: RSS Belarús, URSS)                                                | Alto-el-foc a Xipre                                                                    |
| Resolució 356 | 12 d'agost de 1974     | 15-0-0                                                                                 | Admissió de Guinea Bissau                                                              |
| Resolució 357 | 14 d'agost de 1974     | 15-0-0                                                                                 | Crida a l'alto-el-foc i negociacions a Xipre                                           |
| Resolució 358 | 15 d'agost de 1974     | 15-0-0                                                                                 | Deplora el no compliment de la Resolució 357 a Xipre                                   |
| Resolució 359 | 15 d'agost de 1974     | 14-0-0 (Xina no participa en la votació)                                               | Deplora mort de forces de pau a Xipre                                                  |
| Resolució 360 | 16 d'agost de 1974     | 11-0-3 (abstencions: Belarús, l'Iraq, URSS; Xina no hi participa)                      | Reprovació formal de les accions militars unilaterals de Turquia contra Xipre          |
| Resolució 361 | 30 d'agost de 1974     | 15-0-0                                                                                 | Condicions humanitàries a Xipre                                                        |
| Resolució 362 | 23 d'octubre de 1974   | 13-0-0 (Xina i l'Iraq no participen en la votació)                                     | Estén la Força d'Emergència de les Nacions Unides a Orient Mitjà                       |
| Resolució 363 | 29 de novembre de 1974 | 13-0-0 (Xina i l'Iraq no participen en la votació)                                     | Estén Força de les Nacions Unides d'Observació de la Separació a Síria                 |
| Resolució 364 | 13 de desembre de 1974 | 14-0-0 (Xina no participa en la votació)                                               | Estén operacions de manteniment de pau a Xipre                                         |
| Resolució 365 | 13 de desembre de 1974 | Aprovada “per consens”                                                                 | Avala Resolució 2312 de l'Assemblea General                                            |
| Resolució 366 | 17 de desembre de 1974 | 15-0-0                                                                                 | Repressió a Namíbia per Sud-àfrica                                                     |
| Resolució 367 | 12 de març de 1975     | Aprovada sense votació                                                                 | Declaració unilateral d'un "Estat Federat Turc"                                        |
| Resolució 368 | 17 d'abril de 1975     | 13-0-0 (Xina i l'Iraq no participen en la votació)                                     | Estén mandat de la Força d'Emergència a Orient Mitjà                                   |
| Resolució 369 | 28 de maig de 1975     | 13-0-0 (Xina i l'Iraq no participen en la votació)                                     | Implementació de la Resolució 338                                                      |
| Resolució 370 | 13 de juny de 1975     | 14-0-0 (Xina no participa en la votació)                                               | Estén operacions de manteniment de pau a Xipre                                         |
| Resolució 371 | 24 de juliol de 1975   | 13-0-0 (Xina i l'Iraq no participen en la votació)                                     | Estén Operacions de manteniment de pau a Orient Mitjà                                  |
| Resolució 372 | 18 d'agost de 1975     | 15-0-0                                                                                 | Admissió de Cap Verd                                                                   |
| Resolució 373 | 18 d'agost de 1975     | 15-0-0                                                                                 | Admissió de São Tomé i Príncipe                                                        |
| Resolució 374 | 18 d'agost de 1975     | 15-0-0                                                                                 | Admissió de Moçambic                                                                   |
| Resolució 375 | 22 de setembre de 1975 | 15-0-0                                                                                 | Admissió de Papua Nova Guinea                                                          |
| Resolució 376 | 17 d'octubre de 1975   | 14-0-1 (França no participa en la votació)                                             | Admissió de Comores                                                                    |
| Resolució 377 | 22 d'octubre de 1975   | 15-0-0                                                                                 | Guerra del Sàhara Occidental                                                           |
| Resolució 378 | 23 d'octubre de 1975   | 13-0-2 (Xina i l'Iraq no participen en la votació)                                     | Estén Operacions de manteniment de pau a Orient Mitjà                                  |
| Resolució 379 | 2 de novembre de 1975  | Aprovada “per consens”                                                                 | Crida per la calma al Sàhara Occidental                                                |
| Resolució 380 | 6 de novembre de 1975  | Aprovada “per consens”                                                                 | Condemna la Marxa Verda del Marroc                                                     |
| Resolució 381 | 30 de novembre de 1975 | 13-0-0 (Xina i l'Iraq no participen en la votació)                                     | Esforços de pau a Orient Mitjà                                                         |
| Resolució 382 | 1 de desembre de 1975  | 15-0-0                                                                                 | Admissió de Surinam                                                                    |
| Resolució 383 | 13 de desembre de 1975 | 14-0-0 (Xina no participa en la votació)                                               | Operacions de manteniment de pau a Xipre                                               |
| Resolució 384 | 22 de desembre de 1975 | 15-0-0                                                                                 | Invasió indonèsia de Timor Oriental                                                    |
| Resolució 385 | 30 de gener de 1976    | 15-0-0                                                                                 | Militarització de Namíbia per Sud-àfrica                                               |
| Resolució 386 | 17 de març de 1976     | 15-0-0                                                                                 | Atacs a Moçambic per Rhodèsia del Sud                                                  |
| Resolució 387 | 31 de març de 1976     | 9-0-5 (abstencions: França, Itàlia, Japó, Regne Unit, Estats Units; Xina no participa) | Incursions sud-africanes a Angola                                                      |
| Resolució 388 | 6 d'abril de 1976      | 15-0-0                                                                                 | Guerra de la Selva de Rhodèsia                                                         |
| Resolució 389 | 22 d'abril de 1976     | 12-0-2 (abstencions: Japó, Estats Units; Benín no hi participa)                        | Ocupació indonèsia de Timor Oriental                                                   |
| Resolució 390 | 28 de maig de 1976     | 13-0-0 (Xina, Líbia no participen en la votació)                                       | Esforços per mantenir la pau a Orient Mitjà                                            |
| Resolució 391 | 15 de juny de 1976     | 13-0-2 (Benín i Xina no hi participen)                                                 | Estén Operacions de manteniment de pau a Xipre                                         |
| Resolució 392 | 19 de juny de 1976     | Aprovada “per consens”                                                                 | Sud-àfrica i les protestes de Soweto                                                   |
| Resolució 393 | 30 de juliol de 1976   | 14-0-1 (abstenció: Estats Units)                                                       | Atac sud-africà a Zàmbia                                                               |
| Resolució 394 | 16 d'agost de 1976     | 15-0-0                                                                                 | Admissió de Seychelles                                                                 |
| Resolució 395 | 25 d'agost de 1976     | 15-0-0                                                                                 | Disputa de l'Egeu entre Grècia i Turquia                                               |
| Resolució 396 | 22 d'octubre de 1976   | 13-0-0 (Xina i Líbia no participen en la votació)                                      | Estén operacions de manteniment de la pau a Orient Mitjà                               |
| Resolució 397 | 22 de novembre de 1976 | 13-0-1 (abstenció: Estats Units; Xina no participa en la votació)                      | Admissió d'Angola a les Nacions Unides                                                 |
| Resolució 398 | 30 de novembre de 1976 | 12-0-0 (Benín, Xina, Líbia no participen en la votació)                                | Israel i Síria                                                                         |
| Resolució 399 | 1 de desembre de 1976  | 15-0-0                                                                                 | Admissió de Samoa Occidental                                                           |
| Resolució 400 | 7 de desembre de 1976  | Aprovada en una sessió privada                                                         | Nomenament de Kurt Waldheim com a Secretari General                                    |